# Ė
Cette page contient des caractères spéciaux ou non latins. S’ils s’affichent mal (▯, ?, etc.), consultez la page d’aide Unicode.
 (novembre 2024).
Si vous disposez d'ouvrages ou d'articles de référence ou si vous connaissez des sites web de qualité traitant du thème abordé ici, merci de compléter l'article en donnant les références utiles à sa vérifiabilité et en les liant à la section « Notes et références ».
Ė, ou E point suscrit, est un graphème utilisé dans l'écriture du cheyenne, du lituanien et du samogitien, et dans l'écriture du dialecte kölsch de l'allemand. Elle est aussi utilisée dans certaines romanisations ALA-LC ou BGN/PCGN. Il s'agit de la lettre E diacritée d'un point suscrit.

## Utilisation

### Lituanien
Ė est la 9e lettre de l'alphabet en lituanien.
La lettre est prononcée /eː/ ; cette prononciation est à comparer à ę, prononcé /ɛː/, ou e, prononcé /ɛ/ ou /ɛː/.

### Cheyenne
En cheyenne, les voyelles dévoisées (parfois amuïes) sont normalement écrites avec un point suscrit.
Pour des raisons de compatibilité, ce point est très souvent remplacé par un accent circonflexe. Par exemple, taxemesėhestȯtse [taxɪmɪsːhɪsto̥tsɪ̥], « table », est écrit plus communément taxemesêhestôtse.

## Représentations informatiques
Le E point suscrit peut être représenté avec les caractères Unicode suivants :
- précomposé (Latin étendu A)[1] :

| forme     | représentation | chaîne de caractères | point de code | description                             |
| --------- | -------------- | -------------------- | ------------- | --------------------------------------- |
| capitale  | Ė              | Ė                    | U+0116        | lettre majuscule latine e point en chef |
| minuscule | ė              | ė                    | U+0117        | lettre minuscule latine e point en chef |

- décomposé (latin de base, diacritiques) :

| forme     | représentation | chaîne de caractères | point de code | description                                         |
| --------- | -------------- | -------------------- | ------------- | --------------------------------------------------- |
| capitale  | Ė              | E◌̇                   | U+0045 U+0307 | lettre majuscule latine e diacritique point en chef |
| minuscule | ė              | e◌̇                   | U+0065 U+0307 | lettre minuscule latine e diacritique point en chef |

Il peut aussi être représenté dans des anciens codages, ISO/CEI 8859-13 :
- capitale Ė : 0xCB (203)
- minuscule ė : 0xEB (235)